# Ferrari 166
Pour les articles homonymes, voir Ferrari 166 (homonymie).
La Ferrari 166 est une automobile de course et de route, du constructeur automobile italien Ferrari, produite entre 1948 et 1953 à une centaine d'exemplaires. Déclinée en de nombreuses variantes de carrosserie, et propulsée par un moteur V12 de 2 L, son nom, 166, correspond à la 
cylindrée unitaire arrondie (1995 cm³ / 12 soit 166,25 cm³ par cylindre). Première Ferrari à la fois de Grand Prix automobile, puis de route de l'histoire de la marque, elle permet à Enzo Ferrari d'établir sa légende en compétition automobile et comme constructeur de voiture de sport GT.

## Historique
La Scuderia Ferrari fondée en 1929, est une importante concession, puis écurie de course Alfa Romeo indépendante de Modène, qui domine la compétition automobile d'alors. Alors qu'Alfa Romeo décide d'intégrer son écurie en 1938, sous le nom d'Alfa Corse (puis Alfa Romeo (Formule 1) championne du monde 1950 et 51 avec Giuseppe Farina et Juan Manuel Fangio), Enzo Ferrari conçoit alors ses deux premiers prototypes personnels Auto Avio Costruzioni 815 en 1940, fonde l'usine Ferrari de Maranello en 1942, puis conçoit sa première voiture, la Ferrari 125, et fonde l'entreprise Ferrari en 1947.

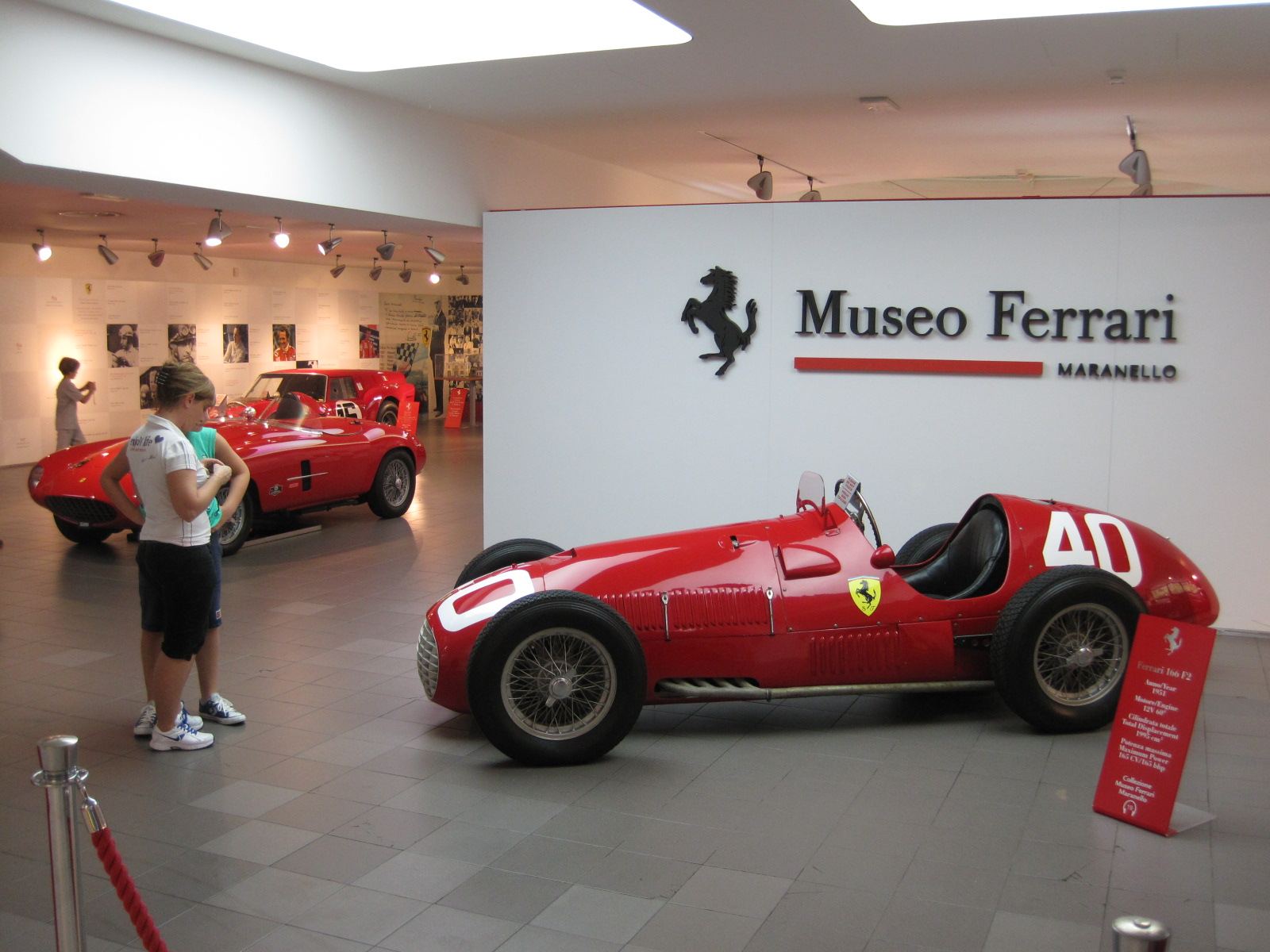
166 F2, musée Ferrari, Maranello.
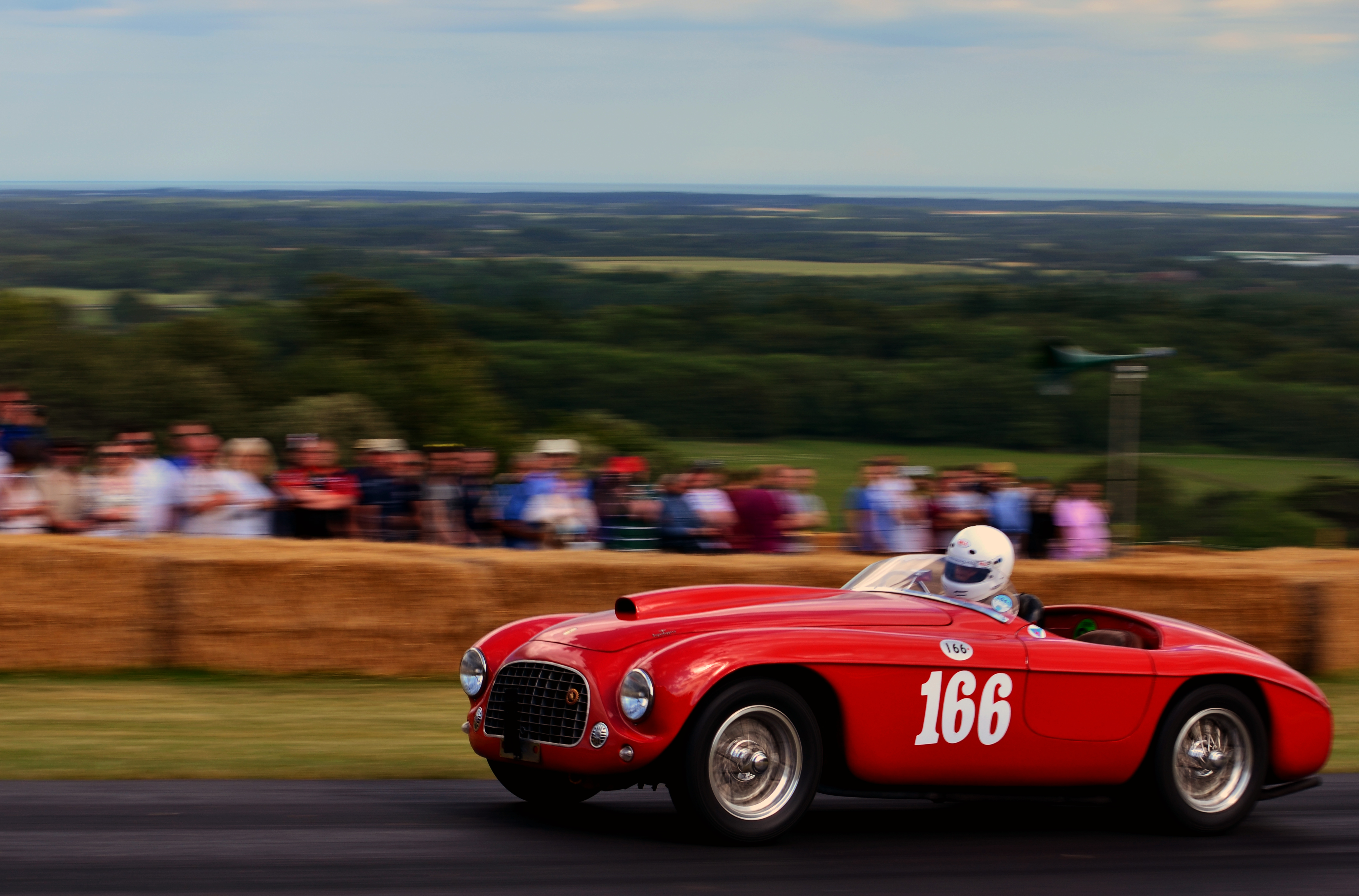
166 MM Barchetta, festival de vitesse de Goodwood.

### Compétition: 166 S
Basée sur la structure tubulaire et le V12 1,5 L de Gioacchino Colombo des Ferrari 125, poussé à 1,9 litre sur la Ferrari 159 S, puis à 2 litres pour cette 166, Ferrari établit sa légende en 1948 avec ce troisième modèle, qui couronne la marque de succès et de victoires en compétition.

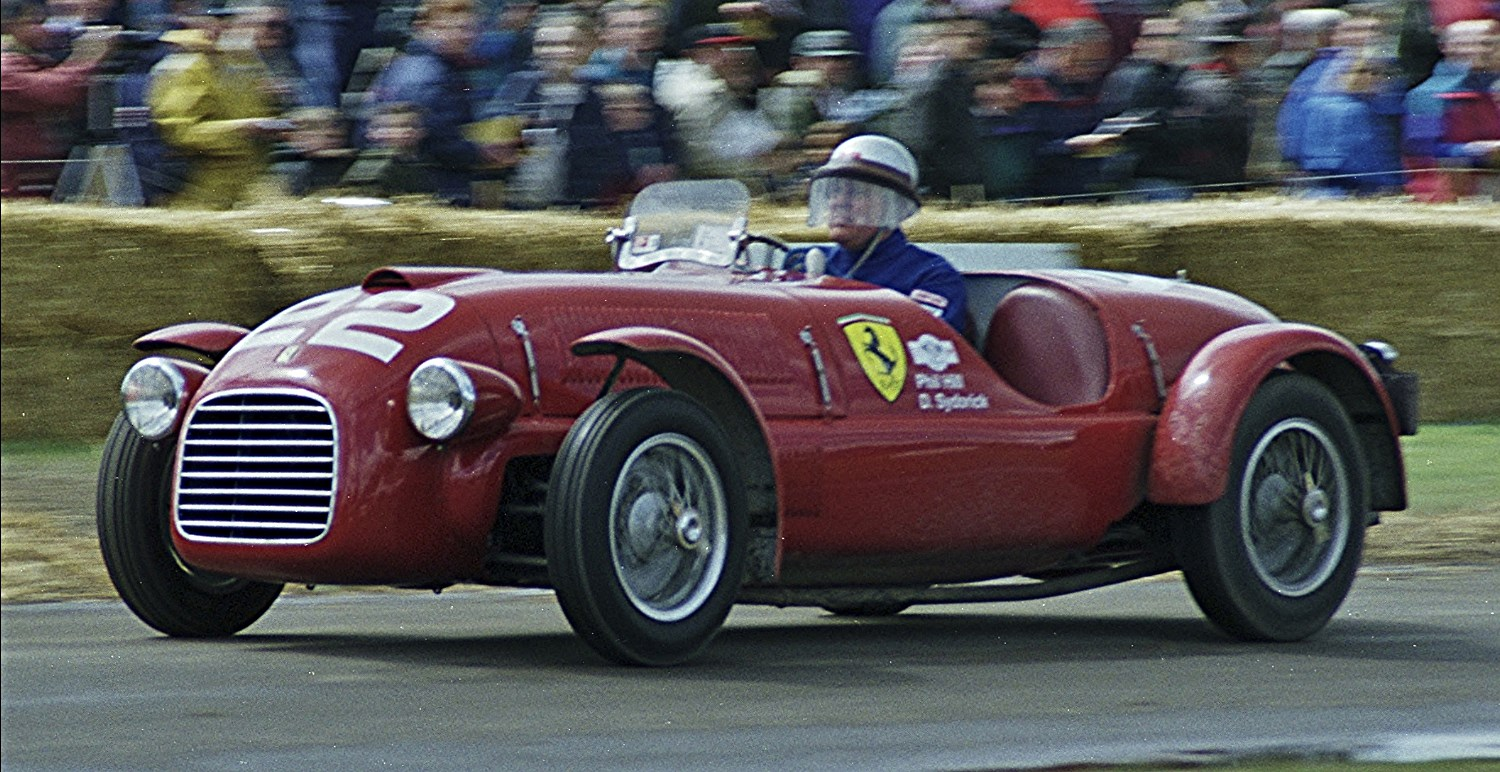
166 Spyder Corsa (SC), festival de vitesse de Goodwood.
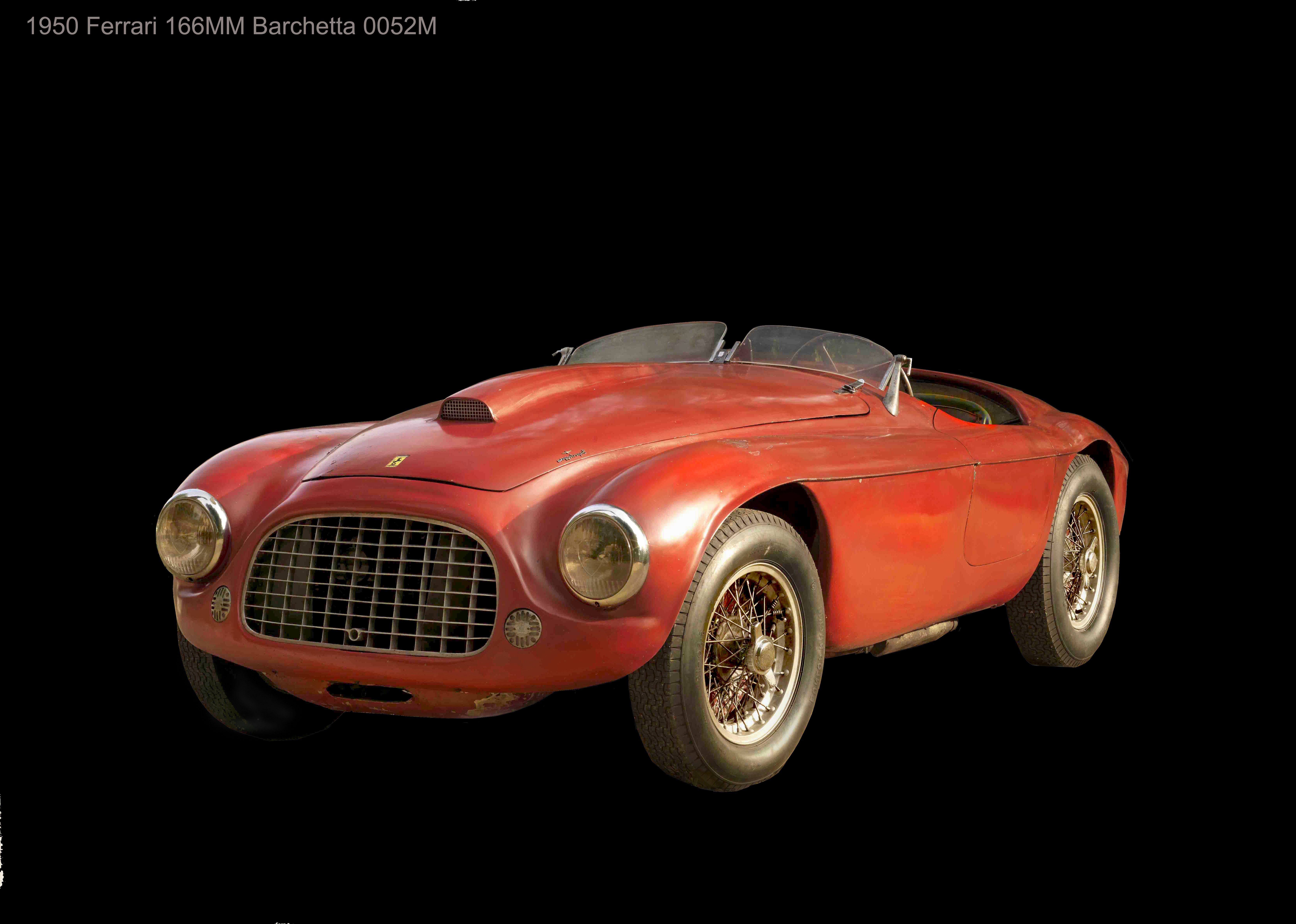
166 MM Barchetta de course.
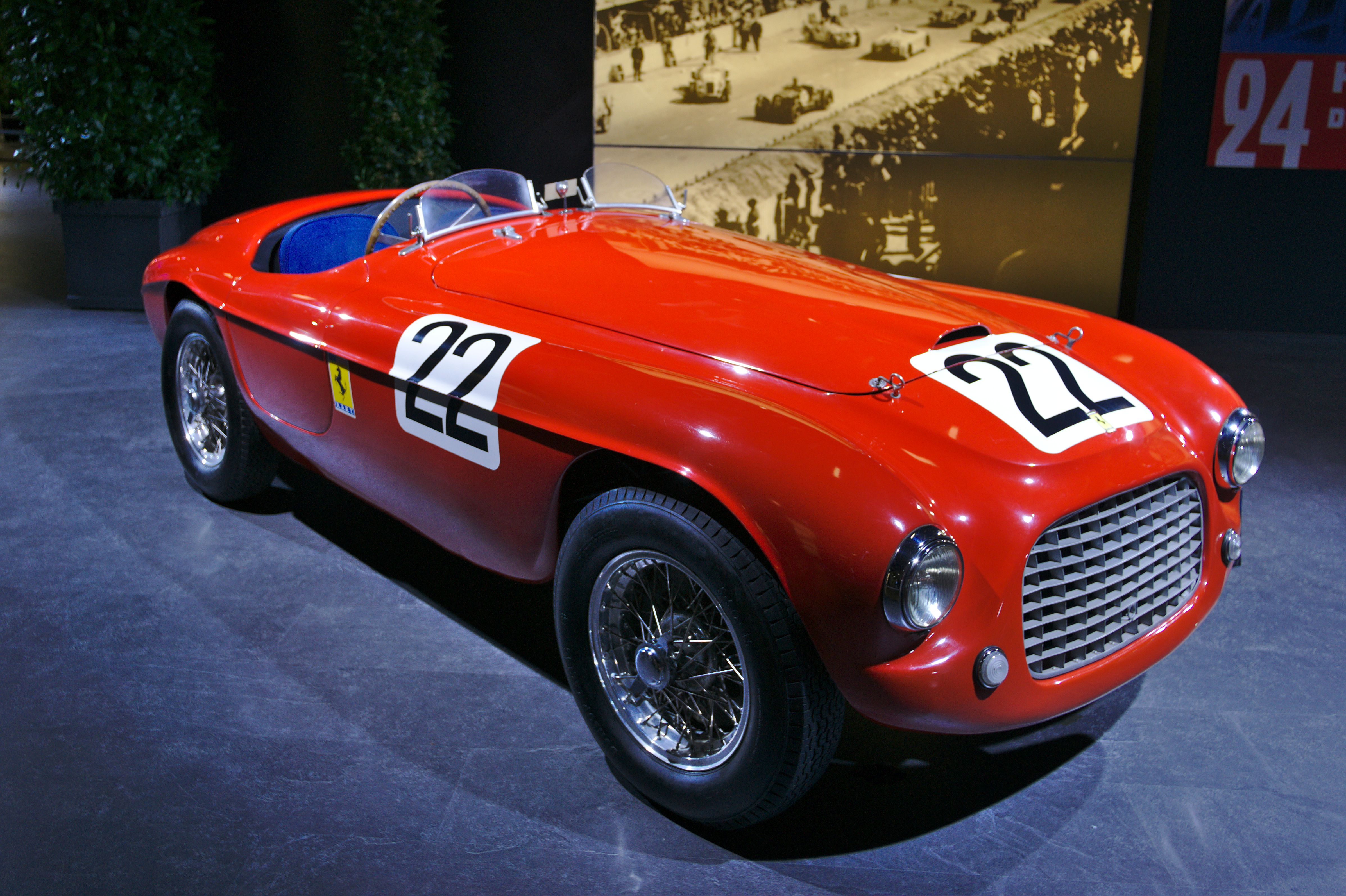
166 MM, gagnante des 24 Heures du Mans 1949.

La Ferrari 166 participe à son premier Grand Prix automobile, avec le prince pilote Igor Troubetzkoy au Grand Prix automobile de Monaco 1948 en version 166 SC. Elle est la première Ferrari à remporter les 24 Heures du Mans, en version 166 MM aux 24 Heures du Mans 1949, avec les pilotes Luigi Chinetti et Lord Selsdon, Chinetti et Jean Lucas s'imposant la même année aux 24 Heures de Spa. La 166 est également vainqueur à deux reprises de la Targa Florio, en 1948 (version Sport) et 1949 (version SC) avec Clemente Biondetti (et Troubetzkoy la première fois), puis de la Coupe de Spa en 1953 avec Olivier Gendebien, terminant également deuxième du Rallye Paris - Saint-Raphaël Féminin avec Yvonne Simon en 1951. Elle est engagée aux éditions Championnat du monde de Formule 1 1950, 1951, 1952 et 1953 du championnat du monde de Formule 1, entre autres face à Alfa Romeo (Formule 1) des pilotes champion du monde 1950 et 1951 Giuseppe Farina Juan Manuel Fangio, alors que Ferrari et Alfa Romeo se partagent le sommet des podiums de course automobile.
En 1950, les Ferrari 275 F1 et 375 F1 lui succèdent un temps conjointement en compétition, pour remporter les premières victoires de la marque en Grand Prix de Formule 1, suivi du premier titre de double champion du monde 1952 et 1953 avec le pilote Ferrari Alberto Ascari.

### Déclinaison routière: Inter, Sport et MM
La 166 est la première Ferrari de course déclinée en routière GT de la marque, avec plusieurs variantes réalisées par divers carrossiers : Allemano, Pininfarina, Vignale, Touring, Ghia, Bertone, Abarth...:

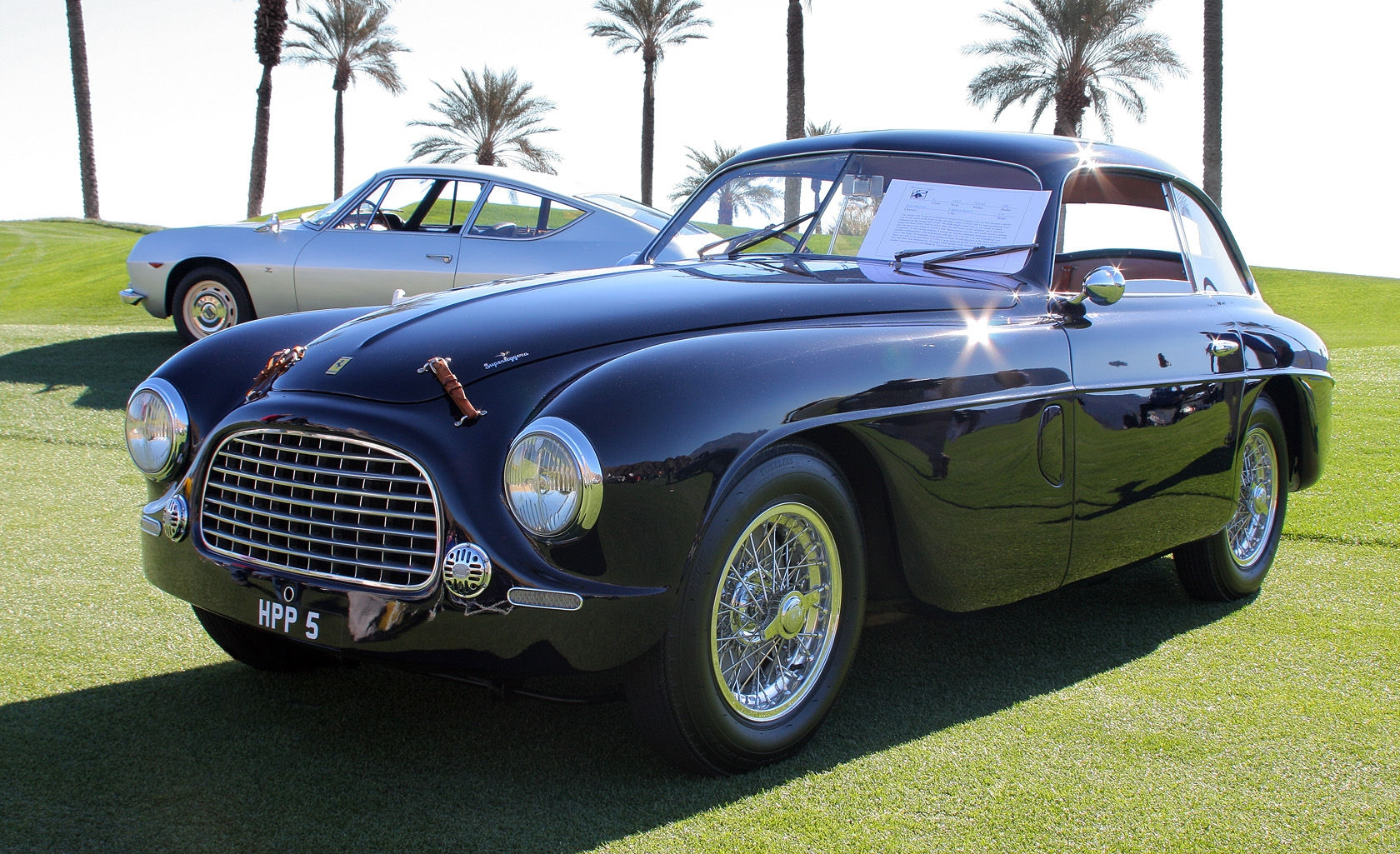
166 Inter Touring Berlinetta.
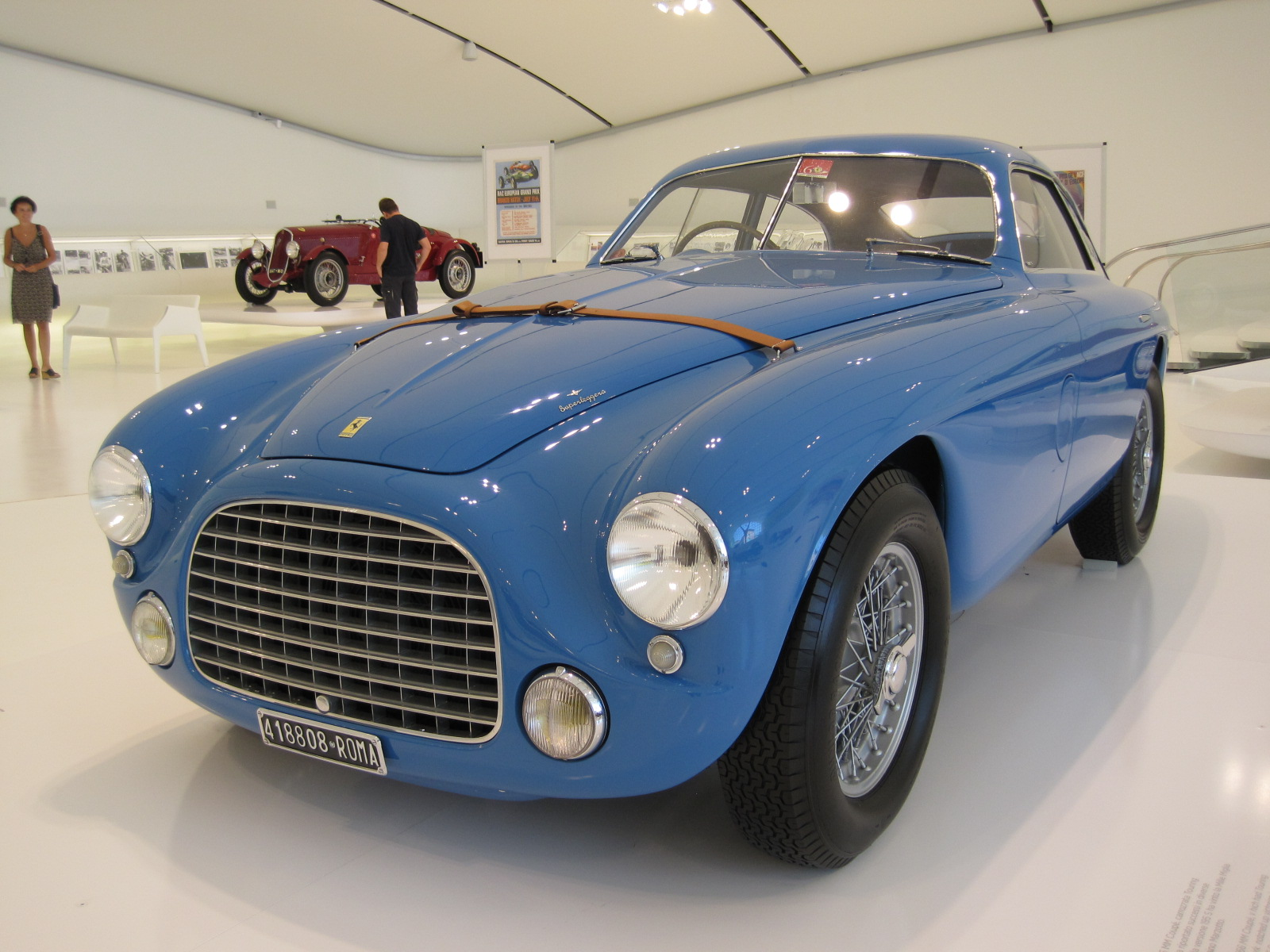
166 MM Coupé Touring, musée Enzo Ferrari, Modène.
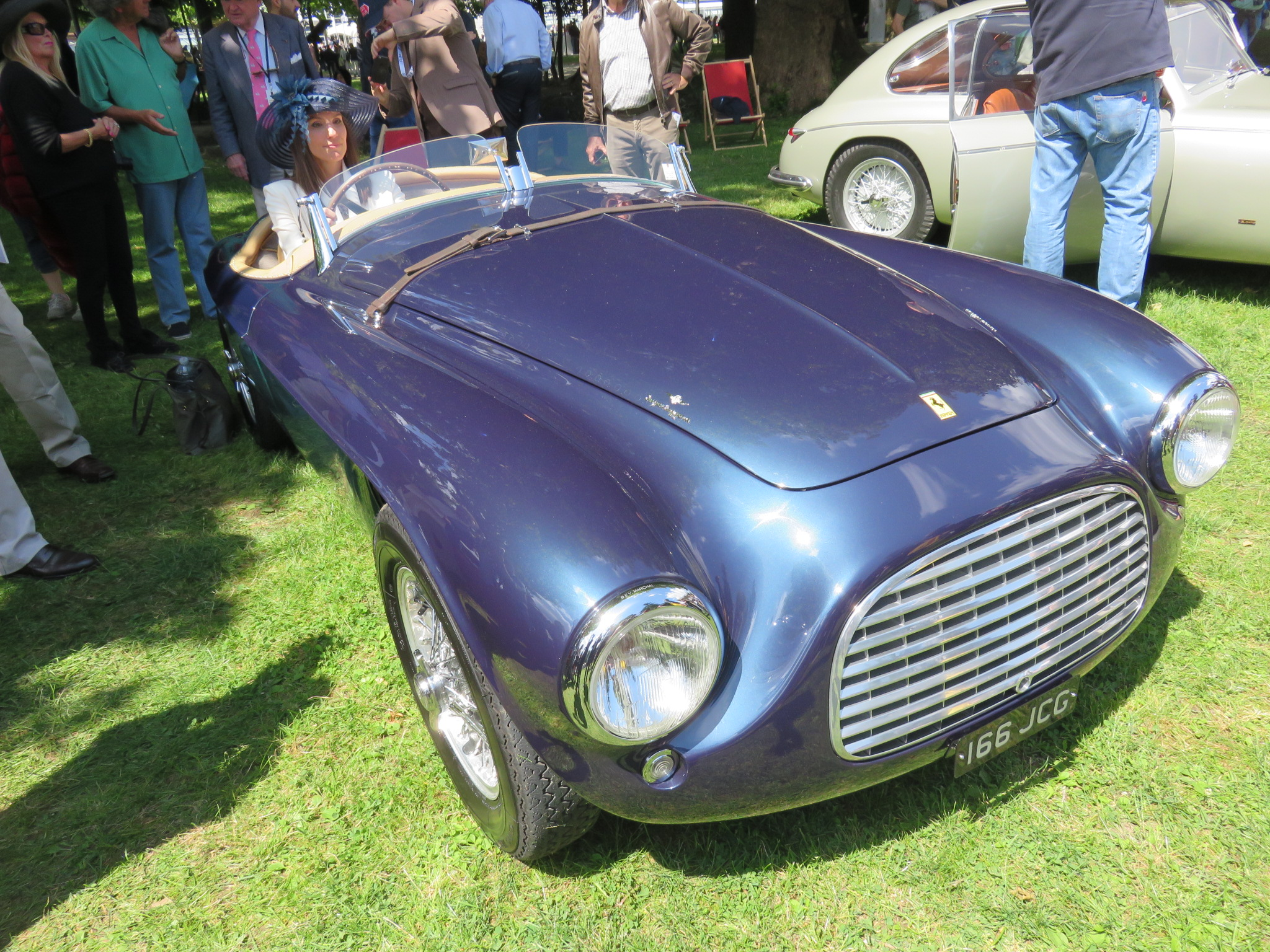
Ferrari 166 MM Barchetta Touring, concours d'élégance Villa d'Este.
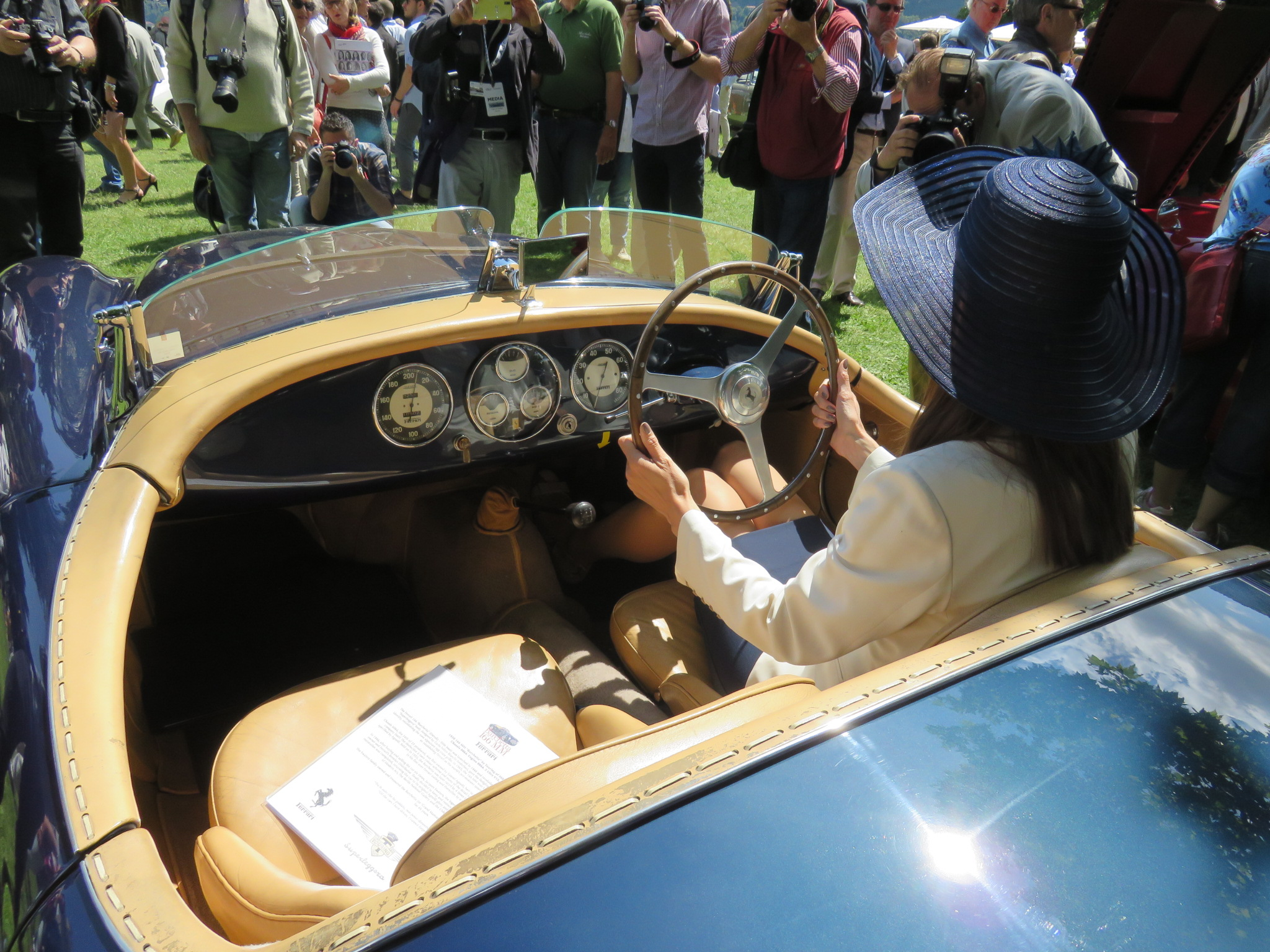
166 MM Barchetta Touring.
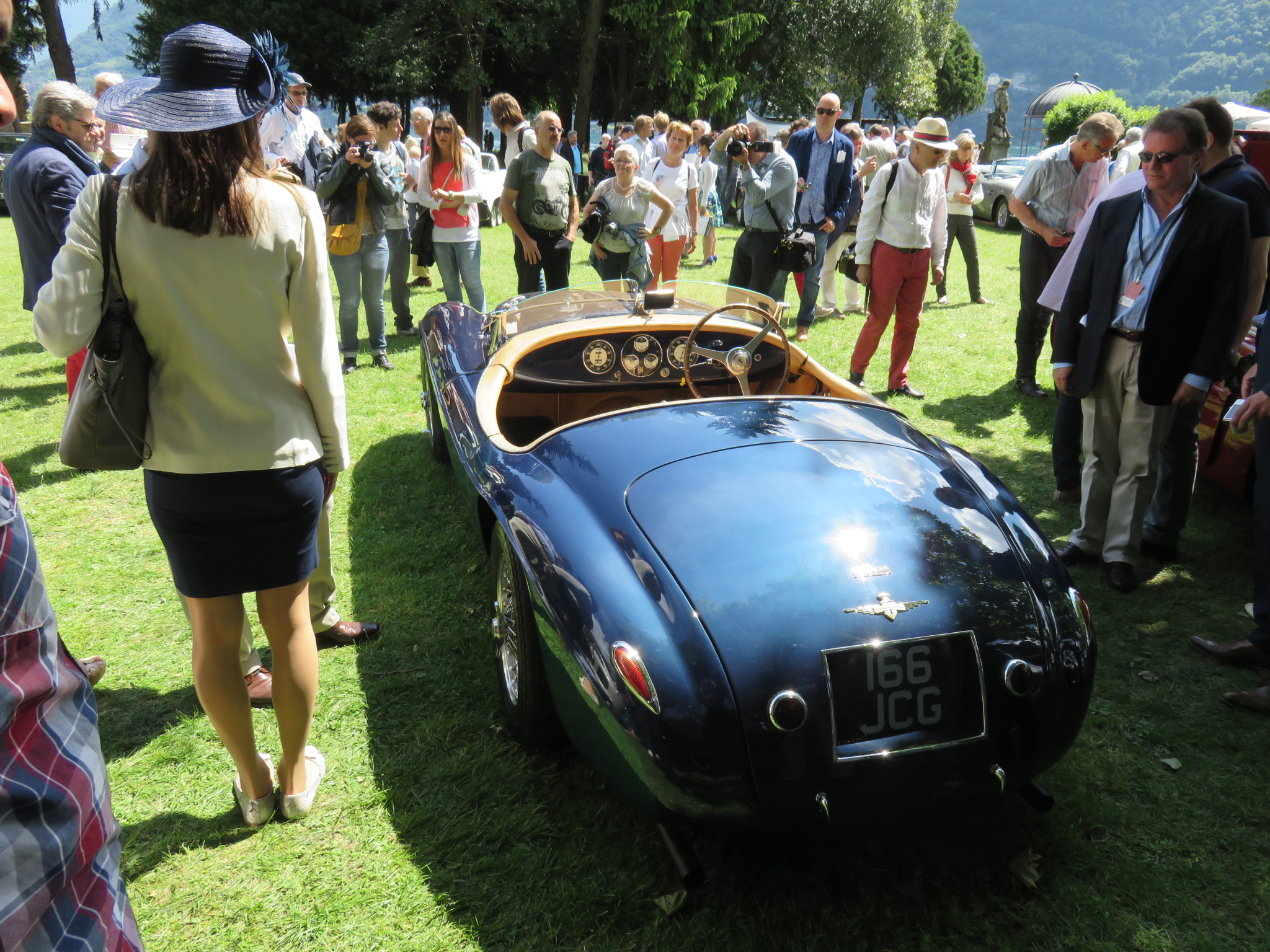
166 MM Barchetta Touring.

- 166 F2 (monoplace de course Formule 2)
- 166 SC (Spyder Corsa, 9 exemplaires)
- 166 S (Sport course, 3 ex.)
- 166 Inter (GT coupé, 39 ex.)
- 166 MM (Mille Miglia Barchetta et Coupé, environ 46 ex.)

### Automobile de collection
Devenue très prisée dans la catégorie automobile de collection, un modèle 166 Inter Coupé de 1949, carrossé par la Carrozzeria Touring de Milan, a été adjugé aux enchères par Bonhams en 2014, pour un peu plus de 790 000 € (561 500 livres), lors du festival de vitesse de Goodwood.

## Curiosité
Le terme « Barchetta », désignant une voiture, est né d'un commentaire de Gianni Agnelli qui, voyant la Ferrari 166 MM présentée au Salon de l'automobile de Turin en 1948, s'exclama : « Mais ce n'est pas une voiture, c'est une barchetta (petit bateau) ! ». Ce nom fut rapidement repris par le célèbre journaliste sportif de la La Gazzetta dello Sport, Giovanni Canestrini, et proposé pour nommer la version MM (Mille Miglia) de la Ferrari 166, construite par la Carrozzeria Touring de Milan. La proposition de Canestrini fut immédiatement approuvée par le Drake de Maranello c'est ainsi que l'on surnommait Enzo Ferrari en Italie, devenant ainsi le nom technique, utilisé par Ferrari pour plusieurs de ses modèles mais également par FIAT, Maserati et d'autres constructeurs automobiles italiens. Barchetta devint ainsi le terme distinctif de ce type de carrosserie totalement ouverte et sportive avec seulement deux sièges. Il faut rappeler que, dans certains cas, comme la Ferrari 550 Maranello Barchetta ou la Fiat Barchetta, il s'agit simplement de noms évocateurs utilisés à des fins purement de marketing, car les modèles susmentionnés sont équipés d'une capote rabattable et de vitres latérales.